# Mayo-Louti
Mayo-Louti ist ein Département der Region Nord in Kamerun.
Auf einer Fläche von 4161 km² leben nach der Volkszählung 2001 334.312 Einwohner. Die Hauptstadt ist Guider.

## Gemeinden
- Figuil
- Guider
- Mayo-Oulo